# Musicmind
《musicmind》는 2005년 11월 1일 발매된 V6의 9번째 정규 앨범이다.

## 설명
- V6의 데뷔 10주년 되는 날인 2005년 11월 1일에 발매되었다. 본래 일본은 매주 수요일마다 음반은 발매하지만, 데뷔 10주년이고, 데뷔일에 맞추기 위해서 화요일에 발매하였다.
- 초회한정반 2 종류와 통상반이 발매되었다.

## 통상반
1. JAM JAM NIGHT
2. サンダーバード-your voice-
3. 恋と弾丸 / Masayuki Sakamoto&Ken Miyake
4. ありがとうのうた
5. ずっと僕らは / Go Morita&Junichi Okada
6. BLAZING AGE / 20th Century
7. Rudery big up / Coming Century
8. それぞれの空
9. 夕焼けドロップ / Hiroshi Nagano&Yoshihiko Inohara
10. UTAO-UTAO
11. ユメニアイニ / Junichi Okada
12. Wonder　World

### 초회한정반A
- DVD

1. musicmind 스페셜 DVD
2. 보너스 트랙 UTAO-UTAO "musicmind ver." 수록.

### 초회한정반B
- DVD

1. 스페셜 상품 musicmind 스페셜·손가방 증정
2. 보너스 트럭 ありがとうのうた "musicmind ver."수록.

### 영속반
1. 보너스 트랙 ユメニアイニ "V6　Ver." 수록.
2. 보너스 트랙 サンダーバード-your voice- "musicmind　ver." 수록.
3. 시크릿 트랙 Orange "musicmind ver." 수록.